# 拉法日圣于连
拉法日圣于连（法語：La Fage-Saint-Julien，法語發音：[la faʒ sɛ̃ ʒyljɛ̃]）是法国洛泽尔省的一个市镇，属于芒德区。

## 地名
法语人名“Julien”在日常人名译名以及《世界人名翻譯大辭典》、《法语姓名译名手册》等主流人名译名类书籍资料中译作“朱利安”，不过在《世界地名翻译大辞典》、《世界地名译名词典》和《法国地图册》等主流地名译名类书籍资料中译作“于连”。

## 地理
拉法日圣于连（44°48'11"N, 3°11'28"E）面积18.06 平方千米，位于法国奧克西塔尼大區洛泽尔省，该省份为法国南部内陆省份，北起上盧瓦爾省和康塔爾省，西接阿韦龙省，南至加尔省，东临阿尔代什省。
与拉法日圣于连接壤的市镇（或旧市镇、城区）包括：泰尔姆、莱蒙韦尔、圣谢利达普谢、莱贝松、拉法日蒙蒂韦尔努、诺阿亚克。
拉法日圣于连的时区为UTC+01:00、UTC+02:00（夏令时）。

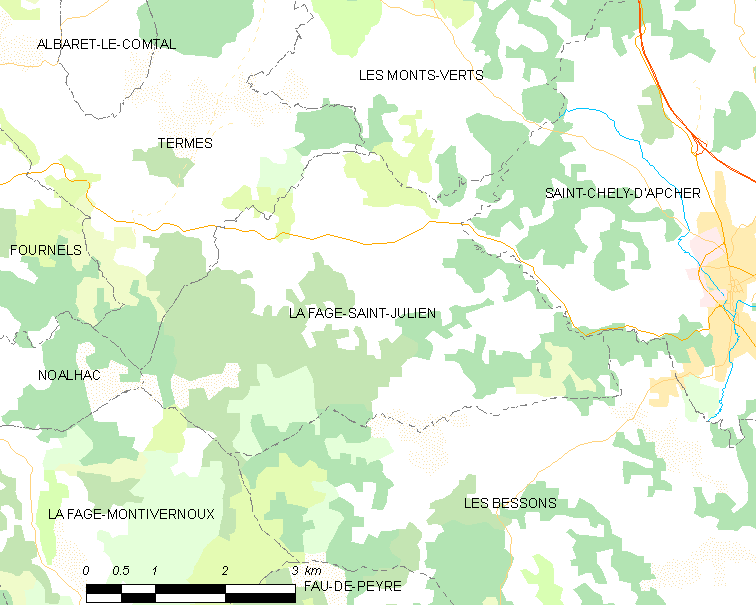
拉法日圣于连的OSM定位图

## 行政
拉法日圣于连的邮政编码为48200，INSEE市镇编码为48059。

## 政治
拉法日圣于连所属的省级选区为欧布拉克地区佩尔县。

## 人口

1962-2008年间拉法日圣于连人口变化图示

拉法日圣于连于2022年1月1日时的人口数量为303人。